# Monotoma longicollis
Monotoma longicollis är en skalbaggsart som först beskrevs av Leonard Gyllenhaal 1827.  Monotoma longicollis ingår i släktet Monotoma, och familjen gråbaggar. Arten är reproducerande i Sverige.